# Ratpenat cuallarg gegant americà
El ratpenat cuallarg gegant americà (Eumops perotis) és el ratpenat més gros autòcton de Nord-amèrica.
El ratpenat cuallarg es troba tant a Amèrica del Sud com a Amèrica del Nord. Al Sud, l'espècie es troba al Brasil i als seus països veïns, des del sud fins al nord de l'Argentina. També es pot trobar a Cuba. Mentre que al Nord s'ha detectat als Estats Units amb la frontera de Mèxic, fins al nord del Pacífic al Comtat d'Alameda.